# Jakob Westholm

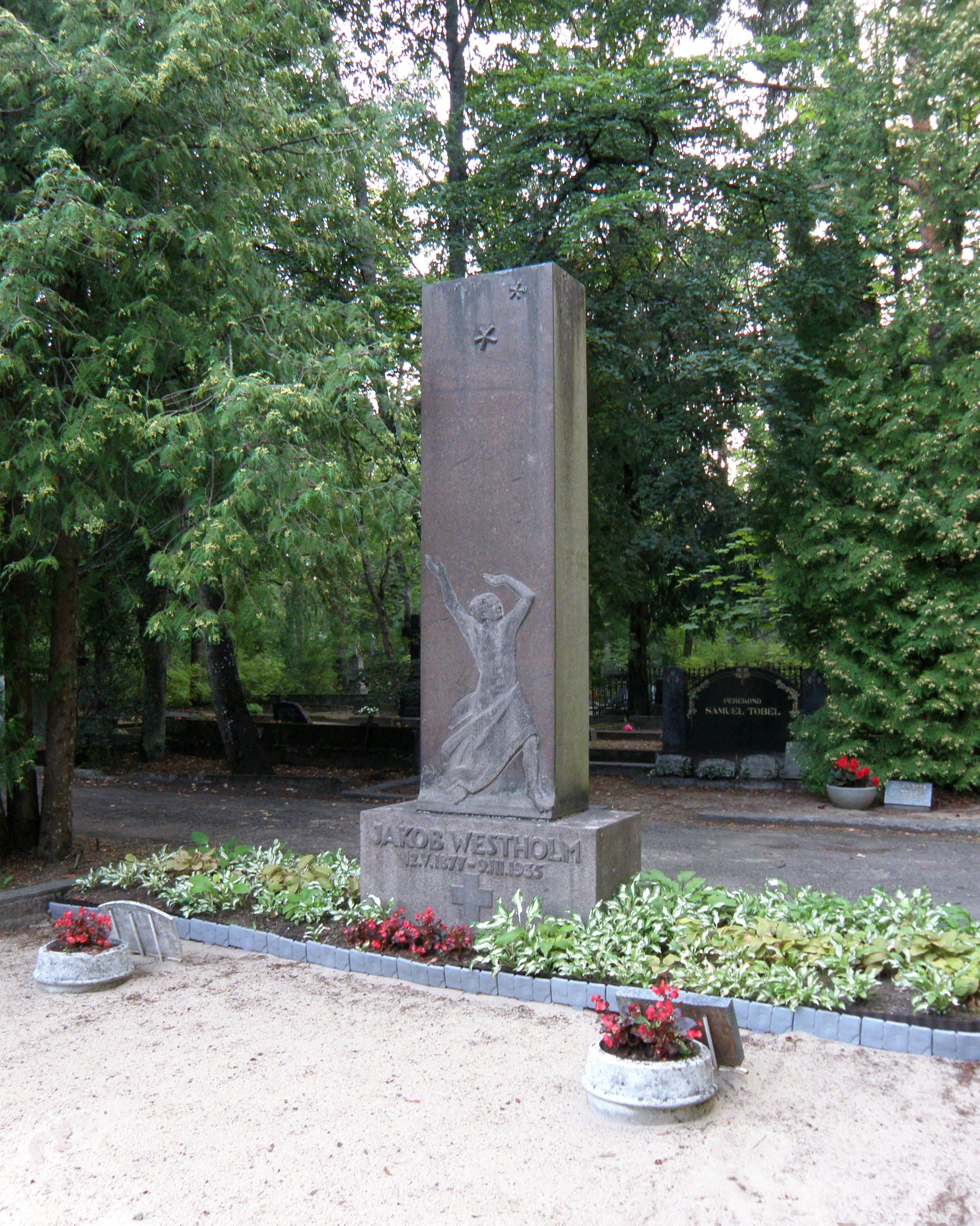
O túmulo de Jakob Westholm no cemitério Rahumäe em Tallinn.

Jakob Westholm (Palmse, Virumaa, 11 de maio de 1877 - 9 de março de 1935, Tallinn) foi um educador e político estoniano. Ele foi membro do I, II, III e IV Riigikogu.
Ele não era membro original do I Riigikogu, mas foi escolhido para substituir Adam Bachmann. Westholm, um professor e director, fundou uma escola particular para meninos em Tallinn em 1907. A escola actualemente serve como uma escola mista de ensino fundamental e médio e ainda leva o seu nome. Westholm foi fundamental para ajudar a criar a base jurídica e fundamental do sistema educacional da Estónia.